# Wolfgang Amadeus Mozart y Praga

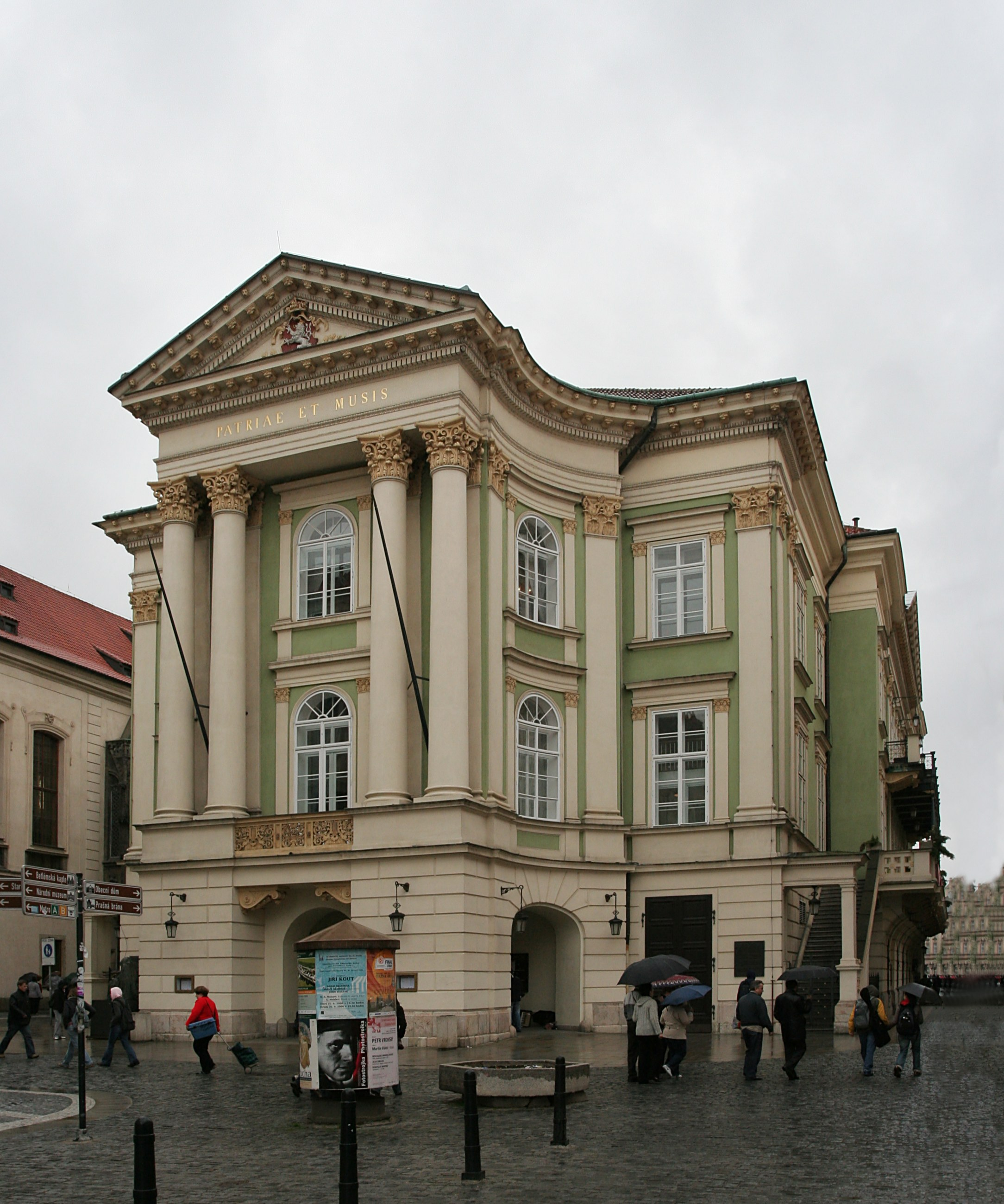
Estates Theatre en Praga

A menudo se comenta la relación especial del compositor austríaco Wolfgang Amadeus Mozart con la ciudad y la gente de Praga (República Checa). El biógrafo de Mozart Maynard Solomon escribió «un entusiasmo por Mozart que se ha convertido en una leyenda, en la que Praga representa la buena ciudad que lo apoyó y comprendió en tiempos en los que se dice que había sido relegado, incluso burlado, por Viena». Al parecer, Mozart dijo «Meine Prager verstehen mich» (mis praguenses me comprenden), un dicho que se hizo famoso en Bohemia.

## El estreno deFígaroen Praga
La ópera de Mozart Las bodas de Fígaro, que se estrenó en Viena, fue también producida a finales de 1786 en Praga con un éxito sonado. Un crítico del periódico praguense Oberpostamtzeitung escribió que «Ninguna pieza (eso dice todo el mundo por aquí) ha causado jamás tal sensación como la ópera italiana Las bodas de Fígaro, que ya se ha representado varias veces con tremendos aplausos». La orquesta y algunos melómanos afiliados costearon una visita personal de Mozart para que pudiera asistir a la producción. El músico llegó el 11 de enero de 1787 y fue celebrado por doquier. El 19 de enero dio una academia (esto es: un concierto con fin lucrativo) en el que estrenó la famosa sinfonía n.º 38 en Re mayor, K. 504, hoy conocida como Sinfonía Praga. Mozart también improvisó al piano, tocando variaciones de la conocida aria Non più andrai de Las bodas de Fígaro. Posteriormente, Mozart diría que «consideraba aquel día como uno de los más felices de su vida».
El gran éxito de esta visita redundó en el encargo de otra ópera para el empresario Bondini que, como Las bodas de Fígaro, tendría un libreto del gran colaborador de Mozart Lorenzo da Ponte.

## El estreno deDon Giovanni
El estreno mundial de la ópera Don Giovanni de Mozart y Da Ponte tuvo lugar en Praga el 29 de octubre de 1787 en el Teatro Estatal, de nuevo con un enorme éxito.

## Visita a Berlín
Mozart volvió a Praga en 1789 durante un viaje a Berlín, pero solo permaneció allí brevemente; para conocer más detalles, léase el Viaje de Mozart a Berlín.

## El estreno deLa clemenza di Tito
Mozart compuso La clemenza di Tito para la fiesta de coronación de Leopoldo II en noviembre de 1790; Mozart obtuvo este encargo después de que Antonio Salieri, según él mismo, lo rechazara.

## ¿Por qué no se quedó?
Después de Don Giovanni, Mozart recibió una oferta para permanecer en Praga y componer otra ópera, pero optó por volver a Viena (donde revisó la ópera para su estreno local). Maynard Solomon sugiere que las razones fueron, en primer lugar, que en Praga no existía el talento musical disponible en Viena; en particular, la ejecución de los músicos contratados para el estreno de Don Giovanni le pareció insuficiente para el nivel habitual en Viena; por otra parte, una carrera como la de Mozart dependía del apoyo de la aristocracia, y Praga no era más que una capital provincial. Los aristócratas adinerados de la región, quienes más posibilidades tenían de patrocinar obras musicales, pasaban más tiempo en Viena que en Praga.
Volkmar Braunbehrens, citando a Schenk, aporta otra posible razón por la que Mozart no se habría quedado en Praga: la muerte en Viena en noviembre de 1787 de Gluck, cuyo puesto en el escalafón musical imperial Mozart ansiaba (y acabó consiguiendo, aunque con un salario muy inferior); Mozart necesitaba volver a casa para aspirar al puesto.

## ¿Por qué apreciaba tanto la ciudad a Mozart?
Braunbehrens también ofrece una explicación bastante sensata de por qué Praga dio una acogida tan entusiasta a la música de Mozart. Praga era la capital de la
nación, en tiempos independiente, de Bohemia, que después de perder la Batalla de la Montaña Blanca en 1612 fue anexionada al Imperio Austríaco. Buena parte de la aristocracia checa fue desplazada por alemanes, y la que quedó solía permanecer en sus propiedades en lugar de ir y venir a Viena, como hacían los nobles austríacos. La zona era pobre, en parte por la perpetuación de la servidumbre, empleada por la nueva aristocracia alemana para apoyar el desarrollo de sus empresas industriales. Además, tras la conquista se impuso a Bohemia la vuelta al catolicismo y una importante parte del programa de reconversión se basaba en la música sacra. Una ley extraordinaria exigía que los maestros de cada villa compusieran, ensayaran y representaran con sus estudiantes como mínimo una misa al año.
Estos factores contribuyeron a crear un país muy musical: debido a la ley de reconversión, gran número de jóvenes recibieron formación musical y llegaron a ser músicos profesionales, a menudo empleados por aristócratas como músicos y sirvientes. Por otra parte, muchos de los músicos buscaron trabajo fuera de Bohemia; varios compañeros de Mozart en Viena eran bohemios emigrados. El carácter sedentario de la nobleza checa contribuyó a que se hiciera gran cantidad de música en el país; el hecho de que Praga ya no fuera una capital nacional hizo que no hubiera una nobleza rancia que cerrase puertas a la nueva música y los gustos burgueses, más abiertos, se impusieron. 
Todo esto fomentó en Praga el público entusiasta y entendido que más tarde acogió las óperas de Mozart cuando fueron representadas en la ciudad.

## Conmemoraciones actuales de Mozart en Praga
Muchos turistas siguen su pista en Praga y visitan el Museo Mozart de la Villa Bertramka, donde el compositor residió con sus amigos los Duschek en sus visitas.